# Jauge de Paris 1857

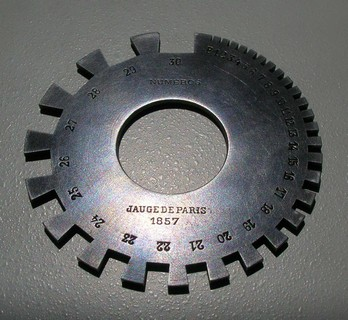
Strumento di misura

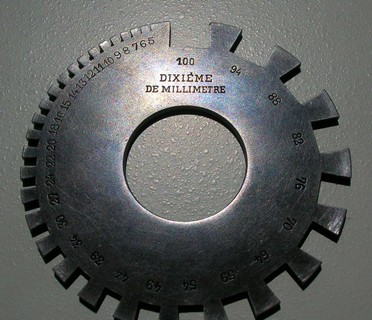
Strumento di misura

Jauge de Paris 1857 è un sistema per la misurazione dello spessore di lamiere e tondini in ferro (calibro) di origine francese, che è stato utilizzato a cavallo tra il XIX e XX secolo e risulta ora in disuso.
La misurazione viene effettuata per mezzo di strumento realizzato in acciaio e che riporta delle tacche calibrate. Il valore della misura risulta dalla corrispondenza della tacca che è in grado di accogliere l'oggetto misurato.
La grandezza "Numeros" non è lineare.

## Tavola di corrispondenza tra "Numeros" e millimetri
- P15 = 0.15 mm
- P14 = 0.16 mm
- P13 = 0.17 mm
- P12 = 0.18 mm
- P11 = 0.20 mm
- P10 = 0.22 mm
- P9 = 0.23 mm
- P8 = 0.25 mm
- P7 = 0.27 mm
- P6 = 0.28 mm
- P5 = 0.30 mm
- P4 = 0.34 mm
- P3 = 0.37 mm
- P2 o PP = 0.42 mm
- P1 = 0.46 mm
- P0 o P = 0.50 mm
- 1 = 0.60 mm
- 2 = 0.70 mm
- 3 = 0.80 mm
- 4 = 0.90 mm
- 5 = 1.00 mm
- 6 = 1.10 mm
- 7 = 1.20 mm
- 8 = 1.30 mm
- 9 = 1.40 mm
- 10 = 1.50 mm
- 11 = 1.60 mm
- 12 = 1.80 mm
- 13 = 2.00 mm
- 14 = 2.20 mm
- 15 = 2.40 mm
- 16 = 2.70 mm
- 17 = 3.00 mm
- 18 = 3.40 mm
- 19 = 3.90 mm
- 20 = 4.40 mm
- 21 = 4.90 mm
- 22 = 5.40 mm
- 23 = 5.90 mm
- 24 = 6.40 mm
- 25 = 7.00 mm
- 26 = 7.60 mm
- 27 = 8.20 mm
- 28 = 8.80 mm
- 29 = 9.40 mm
- 30 = 10.00 mm